# Victor Billetdoux
Pour les articles homonymes, voir Billetdoux.
Victor Billetdoux est une série de bande dessinée française créée par l'auteur Pierre Wininger, publiée entre 1976 et 1986 dans Circus et éditée en album entre 1978 et 1982 par Glénat.
Cette série est terminée. Depuis 2019, elle est rééditée par Les Aventuriers de l'Étrange.

## Description

### Synopsis
Le célèbre journaliste et l'égyptologue commencent leur enquête sur une affaire surréaliste du Caire à Paris dans les années 1910.

### Personnages
- Victor Billetdoux, le journaliste de L’Écho de Paris
- Charles Hippolyte Constant, le jeune égyptologue

### Clins d’œil
Il est dommage que le critique ayant parlé de la réédition de l'album (lien en 2) dise le contraire de ce que Henri Filippini dit dans sa préface. - "[...]Je lui ai demandé de mettre en image "La pyramide Oubliée", ce fut sa première commande.Notons que "la pyramide oubliée" a été conçue avant la publication du premier album des aventures de "Adèle Blanc-Sec", ce qui coupe l'herbe sous le pied de ceux qui l'accusent d'avoir copié Jacques Tardi. Entre Forest, son maitre, et jacques Tardi, qu'il admire, Pierre va rapidement se libérer de ses influences [...]"

Le journaliste, critique et historien de la bande dessinée Henri Filippini révèle qu’en parlant de Victor Billetdoux, Pierre Wininger « avait été influencé par Adèle Blanc-Sec » de Jacques Tardi, même si ce dernier la paraîtra bien plus tard — en 1976.

## Analyse
En fin des années 1970, le directeur littéraire des éditions Glénat Henri Filippini engage Pierre Wininger, alors qu'il excelle le métier de maquettiste publicitaire, à collaborer à la revue Circus. C'est ainsi qu'il crée le personnage Victor Billetdoux dans le style sans aucun doute influencé par celui de Jacques Tardi, en rendant hommage au romancier Gaston Leroux (1868-1927), connu pour ses romans policiers fantastiques au début du XXe siècle.
Il publie donc, en 1976, une première aventure en noir et blanc intitulée La Pyramide oubliée dans le no 5 au no 12.

## Postérité

### Influences
Influencé par l'univers fantastique de l’écrivain Gaston Leroux et par le style de Jacques Tardi, Pierre Wininger a un goût particulier pour l'Égypte.

## Publications

### Périodique
- Circus, Glénat[5]

1. La Pyramide oubliée, no 5 à no 12, 1976
2. Les Ombres de nulle part, no 14 à no 20, 1978
3. La Nuit de l'Horus rouge, no 41 à no 48, 1981

### Albums
- 1 La Pyramide oubliée[6], Glénat « Circus »,  (ISBN 2-7234-0081-6), janvier 1978
Scénario et dessin : Pierre Wininger
- 2 Les Ombres de nulle part, Glénat,  (ISBN 2-7234-0128-6), janvier 1979
Scénario, dessin et couleurs : Pierre Wininger
- 3 La Nuit de l'Horus rouge, Glénat,  (ISBN 2-7234-0308-4), janvier 1982
Scénario, dessin et couleurs : Pierre Wininger